# 화려한 유혹 (1990년 영화)
《화려한 유혹》(Naked Obsession)은 미국에서 제작된 댄 골든 감독의 1990년 드라마, 스릴러 영화이다. 윌리엄 캇 등이 주연으로 출연하였다.

## 출연

### 주연
- 윌리엄 캇
- 릭 딘
- 마리아 포드
- 웬디 맥도널드

### 조연
- 엘레나 사하건
- 토미 힌클리
- 리아 코인
- 프레드 올렌 레이